# محمد بن سليمان الكاشغري
محمد بن سليمان الكاشغري كان تاجرًا تركيًا، وكان وزيرًا للسلطان السلجوقي أحمد سنجر (الذي حكم. 1118–1157) وقد تولّى الوزارة من آذار 1122 إلى آذار 1124 م. وكان قد فاز برضا سنجار من خلال إتقانه للغة التركية ورشوة ضخمة بلغت مليون دينار. ومع ذلك، فُصل بعد عامين بسبب عدم كفاءته وفساده.
يُصوَّر الكاشغري بصورة سلبية من المؤرخ العقيلي (توفي في القرن السادس عشر) ومحمد خواندامير (توفي عام 1534/1537)، اللذين ذكرا "جهله، وطبيعته الشريرة، ومظهره البغيض، وخداعه". مصدر تقريرهما غير معروف. كان الكاشغري أول وآخر وزير تركي لسنجار. وخلفه مختص الملك الكاشي.